# Acaulopage longicornis
Acaulopage longicornis är en svampart som beskrevs av Drechsler 1955. Acaulopage longicornis ingår i släktet Acaulopage och familjen Zoopagaceae.   Inga underarter finns listade i Catalogue of Life.